# 阿基·卡尔沃宁
阿基·卡尔沃宁（芬蘭語：Aki Karvonen，1957年8月31日—），芬兰男子越野滑雪运动员。他曾代表芬兰参加1984年和1988年冬季奥林匹克运动会越野滑雪比赛，共获得一枚银牌和二枚铜牌。